# Synodontis pardalis
Synodontis pardalis är en fiskart som beskrevs av Boulenger, 1908. Synodontis pardalis ingår i släktet Synodontis och familjen Mochokidae. IUCN kategoriserar arten globalt som starkt hotad. Inga underarter finns listade i Catalogue of Life.